# Lac Schwatka
Pour les articles homonymes, voir Schwatka.
Le lac Schwatka est lac de barrage situé sur le fleuve Yukon, près de Whitehorse au  Yukon (Canada), créé en 1958. La production d'électricité du barrage est exploitée par la Yukon Energy Corporation (YEC). Les rapides de Whitehorse qui avaient donné leur nom à la ville sont actuellement sous la surface du lac. Son nom lui a été donné en l'honneur de Frederick Schwatka, un lieutenant de l'armée américaine, qui a, le premier exploré la totalité du cours du fleuve Yukon.
Une échelle à poissons a été construite le long du barrage, pour permettre la remontée des saumons chinook.
le Whitehorse Water Aerodrome, destiné aux hydravions est situé sur le lac.